# Aelebere
Aelebere (Ailebere) ist ein osttimoresischer Ort und Suco im Verwaltungsamt Iliomar (Gemeinde Lautém). Hael bedeutet in Makalero „Baumwolle“, pere „groß“, so dass die Bedeutung des Ortsnamens in etwa „Große Baumwolle“ ist.

## Der Ort
Der Ort Aelebere liegt im Nordosten des Sucos auf einer Meereshöhe von 320 m und ist Teil des Siedlungszentrums Iliomar, den Hauptort des Subdistrikts. Hier gibt es eine Grundschule, eine Schule zur Vorbereitung auf die Sekundärstufe, ein kommunales Gesundheitszentrum und einen permanenten Hubschrauberlandeplatz.

## Der Suco
Aelebere hat 1.089 Einwohner (2022), davon sind 538 Männer und 551 Frauen. Im Suco gibt es 229 Haushalte. Über 97 % der Einwohner geben Makalero als ihre Muttersprache an. Minderheiten sprechen Makasae oder Tetum Prasa.
Vor der Gebietsreform 2015 hatte Aelebere eine Fläche von 4,99 km². Nun sind es 18,17 km². Der Suco liegt im südlichen Zentrum des Subdistrikts Iliomar. Im Norden und Westen grenzt er an den Suco Tirilolo. Die Westgrenze bildet dabei der Fluss Lihulo. Entlang der Grenze im Süden und Osten führt die südliche Küstenstraße, eine der Hauptverkehrsachsen des Landes, die hier nach Norden in Richtung der Distriktshauptstadt Lospalos schwenkt. Sie durchschneidet auch das Siedlungszentrum Iliomar. Der Nordteil gehört zu Aelebere, während der Süden sich auf die Sucos Iliomar I und Iliomar II verteilt. Zu diesem Siedlungszentrum gehören auch die Orte Leilor, Aelebere, Marafal und Ara'Ara (Ara Ara). Etwas weiter südwestlich liegt der Ort Ossohira (Ossoira). Jenseits der Straße liegt im Nordosten der Suco Fuat.
In Alebere liegen die vier Aldeias Heitali, Lalumato, Leilor und Marafal.

## Geschichte
Aelebere wurde 1917 gegründet.

## Politik
Bei den Wahlen von 2004/2005 wurde Eurico Jeronimo zum Chefe de Suco gewählt. Bei den Wahlen 2009 gewann João Antonio de Jesus und 2016 Libernito Gomes.